# Szudziałowo (gromada)
Szudziałowo – dawna gromada, czyli najmniejsza jednostka podziału terytorialnego Polskiej Rzeczypospolitej Ludowej w latach 1954–1972.
Gromady, z gromadzkimi radami narodowymi (GRN) jako organami władzy najniższego stopnia na wsi, funkcjonowały od reformy reorganizującej administrację wiejską przeprowadzonej jesienią 1954 do momentu ich zniesienia z dniem 1 stycznia 1973, tym samym wypierając organizację gminną w latach 1954–1972.
Gromadę Szudziałowo z siedzibą GRN w Szudziałowie utworzono – jako jedną z 8759 gromad – w powiecie sokólskim w woj. białostockim, na mocy uchwały nr 22/V WRN w Białymstoku z dnia 4 października 1954. W skład jednostki weszły obszary dotychczasowych gromad Szudziałowo, Słójka, Nowinka, Słoja i Sukowicze ze zniesionej gminy Szudziałowo w tymże powiecie. Dla gromady ustalono 15 członków gromadzkiej rady narodowej.
1 stycznia 1958 do gromady Szudziałowo przyłączono część obszaru zniesionej gromady Pierożki (wsie Pierożki i Ostrówek).
31 grudnia 1959 do gromady Szudziałowo przyłączono wieś Ostrów Północny ze zniesionej gromady Ostrów Południowy.
31 grudnia 1961 do gromady Szudziałowo przyłączono wsie Boratyńszczyzna, Jeziorek, Kozłowy Ług, Poczopek, Rowek, Słójka-Borowszczyzna, Talkowszczyzna, Trzciano Nowe i Trzciano Stare, kolonie: Grodzisk, Klin, Markowy Wygon, Perekał i Tołkacz oraz obszar lasów państwowych N-ctwa Krynki obejmujący oddziały 1—17, 19—25, 30—37 ze zniesionej gromady Talkowszczyzna.
1 stycznia 1972 do gromady Szudziałowo przyłączono wsie Nowy Ostrów i Sosnowik ze zniesionej gromady Górany oraz wsie Lipowy Most, Łaźnie, Sokołda, Surażkowo i Woronicze-Międzyrzecz ze zniesionej gromady Sokołda.
Gromada przetrwała do końca 1972 roku, czyli do kolejnej reformy gminnej. Z dniem 1 stycznia 1973 roku reaktywowano gminę Szudziałowo.